# Louis Figuier
Pour les articles homonymes, voir Figuier (homonymie).
Guillaume Louis Figuier, né le 15 février 1819 à Montpellier et mort le 8 novembre 1894 à Paris 9e, est un écrivain et vulgarisateur scientifique français.
Louis Figuier est le vulgarisateur scientifique le plus prolifique du XIXe siècle, célèbre par le nombre et la qualité des articles de revues et des ouvrages qu'il a publiés de 1848 à 1894. Ayant débuté par une prometteuse carrière scientifique en pharmacie, chimie, physique, celle-ci s'achève par son affrontement avec Claude Bernard en 1854. Après cet échec, il se consacre entièrement à la vulgarisation, inventant même un théâtre scientifique qui n'aura pas le succès escompté,.

## Carrière scientifique
Louis Figuier est issu d'une famille de scientifiques. Son père, Jean Figuier, était pharmacien à Montpellier, et son oncle Pierre-Oscar Figuier avait découvert et appliqué le pouvoir de décoloration des os calcinés. Figuier est diplômé de pharmacie, puis docteur en médecine en 1841:128. En 1844, il entre au laboratoire de chimie de la Sorbonne, dirigé par Antoine Balard, montpelliérain comme lui:165.
En 1846, il est nommé professeur adjoint à l'école de pharmacie de Montpellier, où il présente une thèse de chimie (dosage du brome), et une thèse de physique (action de la lumière sur quelques substances impressionnables). Après son agrégation à l’École de pharmacie de Paris, en 1853, il enseigne la chimie dans cette école. C’est là qu'il entreprend une série d’expériences physiologiques en vue de démontrer que le rôle du foie, dans l'organisme, est de condenser le sucre qui existe dans le sang, contrairement aux travaux de Claude Bernard, qui niait, lui, la présence spontanée du sucre.
Cette lutte scientifique tourne au désavantage de Figuier. Sur les conseils de François Arago, il abandonne sa carrière scientifique pour se consacrer à son œuvre de vulgarisation scientifique, déjà largement amorcée les années précédentes.

## Œuvre de vulgarisation scientifique
Déjà connu des savants par de nombreux mémoires publiés de 1847 à 1854 dans les Annales des sciences et le Journal de pharmacie, ainsi que par ses articles à la Revue des deux Mondes, à la Revue scientifique ou encore aux Annales des sciences, Figuier remplace Victor Meunier comme rédacteur du feuilleton scientifique du quotidien La Presse, en 1855. Ses articles sont publiés chaque semaine jusqu'en 1878. Dès 1856, l'auteur utilise une partie de cette chronique pour publier l'Année scientifique et industrielle ou Exposé annuel des travaux. Cet inventaire exact des productions scientifiques de l'année, qui sera publié chaque année jusqu'à la mort de Figuier, aura beaucoup de succès et inspirera plusieurs revues équivalentes.
Vers le mois de mai 1857, il est, aux côtés d'Augustin Barral, d’Henri Lecouturier et Félix Roubaud, au nombre des fondateurs d'une association de vulgarisateurs, le Cercle de la presse scientifique:201.
Il est également rédacteur en chef de La Science illustrée, revue hebdomadaire de vulgarisation scientifique créée par Adolphe Bitard et à laquelle participèrent aussi Jules Verne, Louis-Henri Boussenard et Camille Flammarion.
Figuier est ainsi devenu un vulgarisateur populaire, publiant de nombreux ouvrages de science et d'histoire vulgarisées : La Vie des savants illustres, La Terre avant le déluge, et des collections de 4 ou 5 livres, Tableau de la nature, Les Merveilles de la science, Les Mystères de la science, Les Merveilles de l’industrie ou L'homme primitif, ouvrage qui, avec la collaboration de l'illustrateur Bayard, véhicule chez les Français des stéréotypes immémoriaux sur l'homme et la femme préhistorique, et ce jusqu'au XXe siècle
Son œuvre suscite beaucoup d’engouement (même si ses livres sont loin d’atteindre le succès de ceux de Jules Verne), mais aussi des critiques, de la part notamment d’Émile Zola. Il en vient à incarner, dans les années 1870-1880, la figure par excellence du vulgarisateur scientifique en France.
Avec son épouse Juliette Figuier, qui publie des nouvelles et des romans languedociens dans la Revue des deux Mondes:261, Figuier tente aussi de créer un genre nouveau, et finance le « théâtre scientifique », une série de pièces ayant pour héros les grands inventeurs ou les grands savants (Denis Papin, 1882 ; Keppler ou l’Astrologue et l’Astronomie, 1889), qui se fixe pour but de « régénérer le théâtre en le rendant instructif, en faire un instrument de moralisation et de progrès ». Cette tentative a peu de succès et lui attire de nombreuses critiques acerbes. Sur la fin de sa vie, il publie quelques livres philosophico-scientifiques sur la vie après la mort:259. Il est inhumé au cimetière du Père-Lachaise.

## Publications principales

### Science
- Mémoire sur l'origine du sucre contenu dans le foie, et sur l'existence normale du sucre dans le sang de l'homme et des animaux, lu à l'Académie des sciences en 1855

### Vulgarisation

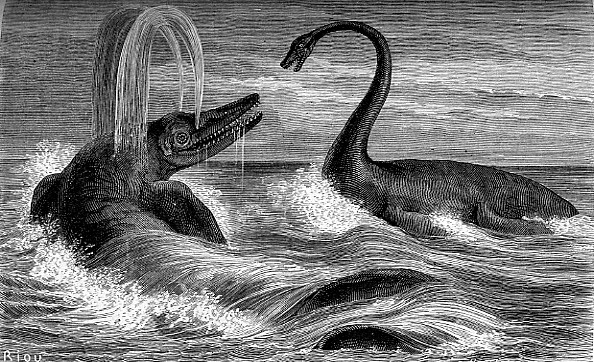
Gravure dans La Terre avant le Déluge (1863), d'après Édouard Riou.

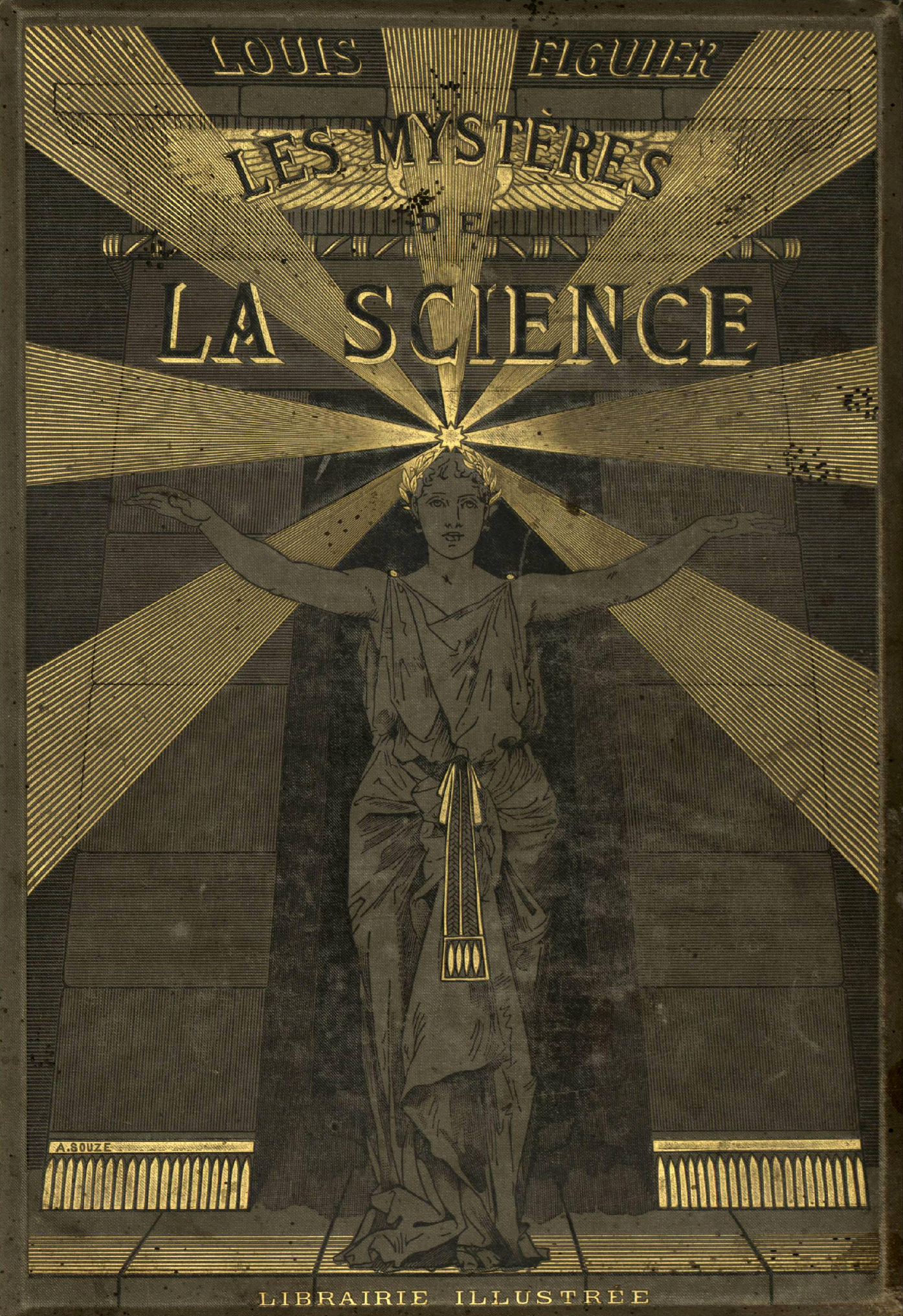
Couverture des Mystères de la science de Louis Figuier.

- Histoire des principales découvertes scientifiques modernes (5 vol.), Delevigne et Callewaert (Bruxelles), 1851-1857. Texte en ligne disponible sur LillOnum : tome 1, tome 2, tome 3, tome 4, tome 5.
- Exposition et histoire des principales découvertes scientifiques modernes (3 vol.), V. Masson : Langlois et Leclercq (Paris), 1855. Texte en ligne disponible sur LillOnum : tome 1, tome 2, tome 3.
- L'Année scientifique et industrielle, 1856-1912. Texte en ligne Textes en ligne disponibles sur LillOnum : 1re année, 8e année, 9e année, 11e année (1866), 13e année (1868), 14e année (1869), 16e année (1872), 18e année (1874), 22e année (1878), 26e année (1882), 27e année (1883), 29e année (1885), 30e année (1886), 31e année (1887), 32e année (1888), 33e année (1889), 34e année (1890).
- L'Alchimie et les Alchimistes, essai critique sur la philosophie hermétique (1854) Texte en ligne de la troisième édition, 1860
- Les Applications nouvelles de la science à l'industrie et aux arts en 1855. Machine à vapeur, bateaux à vapeur, locomotives, locomobiles, moteurs électriques, horloges électriques, tissage électrique, l'électricité et les chemins de fer, inflammation des mines, photographie, gravure photographique, galvanoplastie, lampes, bougies stéariques, éclairage électrique, chauffage par le gaz, conservation des viandes et des légumes, aluminium. (1856) Texte en ligne
- Histoire du merveilleux dans les temps modernes (4 vol., 1859-1862) Texte en ligne 1 2 3 4
- Les Grandes Inventions anciennes et modernes, dans les sciences, l'industrie et les arts, L. Hachette et Cie (Paris), 1865. Texte en ligne Texte en ligne disponible sur LillOnum
- Le Savant du foyer ou Notions scientifiques sur les objets usuels de la vie (1862) Texte en ligne
- Les Eaux de Paris, leur passé, leur état présent, leur avenir (1862) disponible sur Internet Archive
- La Terre avant le déluge (1863), classé en 1876 dans Tableau de la nature, Texte en ligne Texte en ligne numérisé par LillOnum Texte en ligne numérisé par le SCD de l'Univ. Strasbourg
- La Terre et les mers, ou Description physique du globe (1863) Texte en ligne
- Histoire des plantes (1864), classé en 1876 dans Tableau de la nature, Texte en ligne
- Tableau de la nature : La vie et les mœurs des animaux : Zoophytes et mollusques (1866)
- Vies des savants illustres avec l'appréciation sommaire de leurs travaux (5 vol. 1866-1870). Tome 1 : Savants de l'antiquité (1866) disponible sur LillOnum ; Vies des savants illustres avec l'appréciation sommaire de leurs travaux (Geber, Mesué…), 1867
- Les Merveilles de la science (6 vol., 1867-1869) Texte en ligne : 1, 2, 3, 4, 5 6 ; textes en ligne disponibles sur LillOnum : t. 1, t. 2, t. 3, t. 4 (1867-91) Merveilles de la science, six livres.
- Tableau de la nature : La vie et les mœurs des animaux : Les mammifères (1869) Texte en ligne
- L'Homme primitif (1870) (Gallica)
- Le Lendemain de la mort, ou la Vie future selon la science (1871) (en ligne sur Gallica, la onzième édition)
- Les Races humaines (1873) Texte en ligne

- Les Merveilles de l'industrie (4 vol., 1873-1876) Texte en ligne 1 2 3 4 ; textes en ligne disponibles sur LillOnum : tome 1, tome 2, tome 3, tome 4.
- Les Six Parties du monde, pièce en cinq actes (1878)
- Scènes et tableaux de la nature (1879) Texte en ligne de la douzième édition, 1920, disponible sur Scientifica.
- Les Grandes Inventions modernes dans les sciences, l'industrie et les arts, L. Hachette et Cie (Paris), 1880. Texte en ligne disponible sur LillOnum
- Les Aérostats (1881) Texte en ligne
- L'Art de l'éclairage (1882) Texte en ligne
- Denis Papin, drame en cinq actes (1882)[11]
- Les Nouvelles Conquêtes de la science (4 vol., 1883-1885) Texte en ligne 1 2 3 4
- Le Téléphone, son histoire, sa description, ses usages (1885)
- Connais-toi toi-même : notions de physiologie à l'usage de la jeunesse et des gens du monde, Hachette (Paris), 1886. Texte en ligne disponible sur LillOnum
- Les Chemins de fer métropolitains, Londres, New York, Philadelphie, Berlin, Vienne et Paris (1886)
- Les Mystères de la science : aujourd'hui, Librairie illustrée (Paris). Texte en ligne disponible sur LillOnum
- Les Mystères de la science : autrefois, Librairie illustrée (Paris). Texte en ligne disponible sur LillOnum
- Les Nouvelles Conquêtes de la science, [s.n.], Paris. Texte en ligne disponible sur LillOnum
- Tableau de la nature : La vie et les mœurs des animaux : Les poissons, les reptiles et les oiseaux (1888) Texte en ligne
- La Science au théâtre, 2 vol., 1889.
  - Drames : Gutenberg ; Denis Papin.— Kepler, ou l'Astrologie et l'Astronomie.—Les Six parties du monde, Tresse et Stock, 1889. Texte en ligne
  - Comédies : Le Mariage de Franklin.— Le Jardin de Trianon.— Miss Télégraph.— Le Premier voyage aérien.— La République des abeilles.— La Femme avant le déluge.— Le Sang du Turco.— Cherchez la fraise, Tresse et Stock. Texte en ligne
  - Autres comédies : La Forge de Saint-Clair.— Les Manies de M. Lédredon.
- Le Lendemain de la mort ou La vie future selon la science (1889) Texte en ligne
- Les Bonheurs d'outre-tombe (1892)